# Liste der denkmalgeschützten Objekte in Weppersdorf
Die Liste der denkmalgeschützten Objekte in Weppersdorf enthält die 8 denkmalgeschützten, unbeweglichen Objekte der Gemeinde Weppersdorf.

## Denkmäler
| Foto |                 | Denkmal                                                                         | Standort                                                  | Beschreibung | Metadaten |
| ---- | --------------- | ------------------------------------------------------------------------------- | --------------------------------------------------------- | --- | --- |
| ja   | Datei hochladen | Kath. Filialkirche HERIS-ID: 47323 Objekt-ID: 50241                             | Hauptstraße 40, Tschurndorf Standort KG: Tschurndorf      | Die Kirche wurde 1953 errichtet. | BDA-Hist.: Q38026376 Status: § 2a Stand der BDA-Liste: 2025-06-30 Name: Kath. Filialkirche GstNr.: 144/2                                                    |
| ja   | Datei hochladen | Kindergarten, evangelischer Betsaal und Schule HERIS-ID: 72709 Objekt-ID: 85983 | Hauptstraße 48, 48a, Tschurndorf Standort KG: Tschurndorf | Das Gebäude ist ein Hakenhof mit einfacher historistischer Fassade an der Straßenseite. Der Straßentrakt ist walmgedeckt. Im Hof ist eine dreiteilige, ums Eck gelegte korbbogige Pfeilerarkade mit Brüstungsmauer. Eventuell handelt es sich bei diesem Gebäude um die ehemalige evangelische Schule. | BDA-Hist.: Q38131266 Status: § 2a Stand der BDA-Liste: 2025-06-30 Name: Kindergarten, evangelischer Betsaal und Schule GstNr.: 138                          |
| ja   | Datei hochladen | Glockenstuhl/Wetterturm HERIS-ID: 72708 Objekt-ID: 85982                        | vor Hauptstraße 48 Standort KG: Tschurndorf               | 1954 ersetzte der gemauerte Turm einen hölzernen, der zu Beginn des 20. Jahrhunderts „als sichtbares Zeichen evangelischen Lebens“ errichtet wurde. | BDA-Hist.: Q38131256 Status: § 2a Stand der BDA-Liste: 2025-06-30 Name: Glockenstuhl/Wetterturm GstNr.: 32/2 Glockenstuhl - Wetterturm, Weppersdorf         |
| ja   | Datei hochladen | Evangelisches Pfarrhaus A.B. HERIS-ID: 47336 Objekt-ID: 50280                   | Hauptstraße 117, Weppersdorf Standort KG: Weppersdorf     | Das evangelische Pfarrhaus wurde 1893 im Stil des Nachklassizismus errichtet. | BDA-Hist.: Q38026446 Status: § 2a Stand der BDA-Liste: 2025-06-30 Name: Evangelisches Pfarrhaus A.B. GstNr.: 130 Bekenntniskirche Weppersdorf               |
| ja   | Datei hochladen | Wohnhaus, ehem. evangelische Schule HERIS-ID: 57418 Objekt-ID: 67443            | Hauptstraße 121, Weppersdorf Standort KG: Weppersdorf     | Die ehemalige evangelische Schule wurde 1836 erbaut. Nach der Umgestaltung im Jahr 1906 diente sie zude, als Betsaal. | BDA-Hist.: Q38076408 Status: § 2a Stand der BDA-Liste: 2025-06-30 Name: Wohnhaus, ehem. evangelische Schule GstNr.: 134/1 Bekenntniskirche Weppersdorf      |
| ja   | Datei hochladen | Evang. Pfarrkirche A.B. HERIS-ID: 47335 Objekt-ID: 50278                        | Standort KG: Weppersdorf                                  | Der schlossähnliche Bau der evangelischen Kirche im südöstlichen Ortsteil entstand in den Jahren 1930/31 und wurde von Clemens Kattner erbaut. | BDA-Hist.: Q30009619 Status: § 2a Stand der BDA-Liste: 2025-06-30 Name: Evang. Pfarrkirche A.B. GstNr.: 135/2 Bekenntniskirche Weppersdorf                  |
| ja   | Datei hochladen | Kath. Pfarrkirche Hl. Dreifaltigkeit HERIS-ID: 57419 Objekt-ID: 67444           | Standort KG: Weppersdorf                                  | Die Kirche wurde im 14. Jahrhundert errichtet und im Jahre 1753 barockisiert. Der Kirchturm hat einen achteckigen Pyramidenhelm. | BDA-Hist.: Q1257730 Status: § 2a Stand der BDA-Liste: 2025-06-30 Name: Kath. Pfarrkirche Hl. Dreifaltigkeit GstNr.: 312 Katholische Pfarrkirche Weppersdorf |
| ja   | Datei hochladen | Bildstock HERIS-ID: 57420 Objekt-ID: 67445                                      | Standort KG: Weppersdorf                                  | Der Bildstock im Kreisverkehr am nördlichen Ortsrand stammt aus dem 18. Jahrhundert. In der offenen Nische steht eine steinerne Pietà. | BDA-Hist.: Q38076415 Status: § 2a Stand der BDA-Liste: 2025-06-30 Name: Bildstock GstNr.: 3708/2 Pietà, Weppersdorf                                         |